# 宁塞郡
宁塞郡，中国唐朝时设置的郡。
天宝元年（742年），改廓州置，治所在广威县（今青海省尖扎县北）。属陇右道。辖境相当今青海省尖扎、贵德等县地。乾元元年（758年），复改为廓州。